# Claude Andrey
Claude Andrey, ps. „Didi” (ur. 13 czerwca 1951 w Genewie) – szwajcarski piłkarz grający na pozycji pomocnika, następnie trener piłkarski, m.in. reprezentacji Konga i zespołu Yverdon-Sport FC. Od 2008 dyrektor techniczny Association Cantonale Genevoise de Football.